# Енер Беттіка
Енер Беттіка (італ. Ener Bettica) - італійський морський офіцер.
Ніс службу у Королівських військово-морських силах Італії під час Другої світової війни. 

## Життєпис
Енер Беттіка народився 15 лютого 1907 року в місті Кастаньоле-делле-Ланце, провінція Асті. Вступив до Військово-морської академії в Ліворно у листопаді 1927 року, яку закінчив 4 квітня 1929 року у званні гардемарина. У 1934 році отримав звання лейтенанта.
Командував міноносцями «Кастельфілардо», «Престінарі», «Чірче» і зрештою «Поллуче», на якому зустрів початок Другої світової війни.
У вересні 1940 року отримав звання капітана III рангу, 26 жовтня 1940 року призначений начальником Центру дослідження оптичних служб (італ. Centro Studi ed Esperienze dei Servizi Ottici) ВМС Італії в Пулі, де перебував до 5 листопада 1942 року.
У листопаді 1942 року призначений командиром есмінця «Фольгоре».
1 грудня «Фольгоре» був у складі супроводу конвою «H», який прямував з Палермо в Бізерту. Британській розвідці стало відомо про конвой, і на його перехоплення вийшло з'єднання «Q» (крейсери «Сіріус», «Аргонот», «Аврора», есмнці «Кіберон» і «Квентін»).
О 00:37 2 грудня британські кораблі раптово атакували італійців. О 00:47 «Фольгоре» рішуче атакував крейсер «Аврора», випустивши по ньому 3 торпеди, але не влучивши. У цей час «Сіріус» необачно увімкнув свій прожектор. «Фольгоре» розвернувся і о 00:50 випустив по ньому ще 3 торпеди. Згодом італійські моряки стверджували, що досягли 2 влучань, але насправді атака пройшла безрезультатно. За 2 хвилини «Фольгоре» потрапив під вогонь крейсера «Аргонот». В есмінець влучило дев'ять 133-мм снарядів, внаслідок чого він загорівся. Корабель зберігав хід, але через надходження вони о 01:16 він перекинувся через правий борт та затонув у точці з координатами 37°43′ пн. ш. 11°16′ сх. д. / 37.717° пн. ш. 11.267° сх. д.. Загинули 123 члени екіпажу, у тому числі Енер Беттіка, який посмертно був нагороджений  золотою медаллю «За військову доблесть».

## Нагороди
- Бронзова медаль «За військову доблесть»
- Золота медаль «За військову доблесть»

## Вшанування
На честь Енера Беттіки був названий патрульний корабель типу «Команданті» - Comandante Bettica (P 492).
Також на честь Енера Беттіки названа вулиця в Кастаньоле-делле-Ланце та площа в Остії.